# 11958 Galiani
11958 Galiani (1994 EJ7) là một tiểu hành tinh vành đai chính được phát hiện ngày 9 tháng 3 năm 1994 bởi E. W. Elst ở Caussols.